# Rörtjärnen (Sundsjö socken, Jämtland)
Rörtjärnen är en sjö i Bräcke kommun i Jämtland och ingår i Ljungans huvudavrinningsområde. Sjön har en area på 0,0813 kvadratkilometer och ligger 415,7 meter över havet.

## Delavrinningsområde
Rörtjärnen ingår i det delavrinningsområde (698954-147591) som SMHI kallar för Inloppet i Börjesjön. Medelhöjden är 373 meter över havet och ytan är 8,39 kvadratkilometer. Det finns ett avrinningsområde uppströms, och räknas det in blir den ackumulerade arean 15,68 kvadratkilometer. Lillsjöströmmen som avvattnar avrinningsområdet har biflödesordning 3, vilket innebär att vattnet flödar genom totalt 3 vattendrag innan det når havet efter 190 kilometer. Avrinningsområdet består mestadels av skog (92 procent). Avrinningsområdet har 0,08 kvadratkilometer vattenytor vilket ger det en sjöprocent på 1 procent.